# دولسة
دَوْلَسَة أو سحلية غريبة (الاسم العلمي: Xenosaurus)، جنس سحالي من فصيلة سحليات غريبة، وهو الجنس الوحيد في فصيلته
.

## الأنواع
من أنواعه:
- دولسة كبيرة

## للاستزادة
- فيلهلم بيترز (1861). "Eine neue Gattung von Eidechsen, Xenosaurus fasciatus, aus Mexico [= A new genus of lizards, Xenosaurus fasciatus, from Mexico]". Monatsberichte der Königlichen Preussischen Akademie zu Berlin 1861: 453-454. (Xenosaurus, new genus). (in German).